# Deng Deng nationalpark
Deng Deng nationalpark är en nationalpark i Kamerun. Den ligger i regionen Östra regionen, i den centrala delen av landet, 270 km nordost om huvudstaden Yaoundé.